# Simion Stolnicu

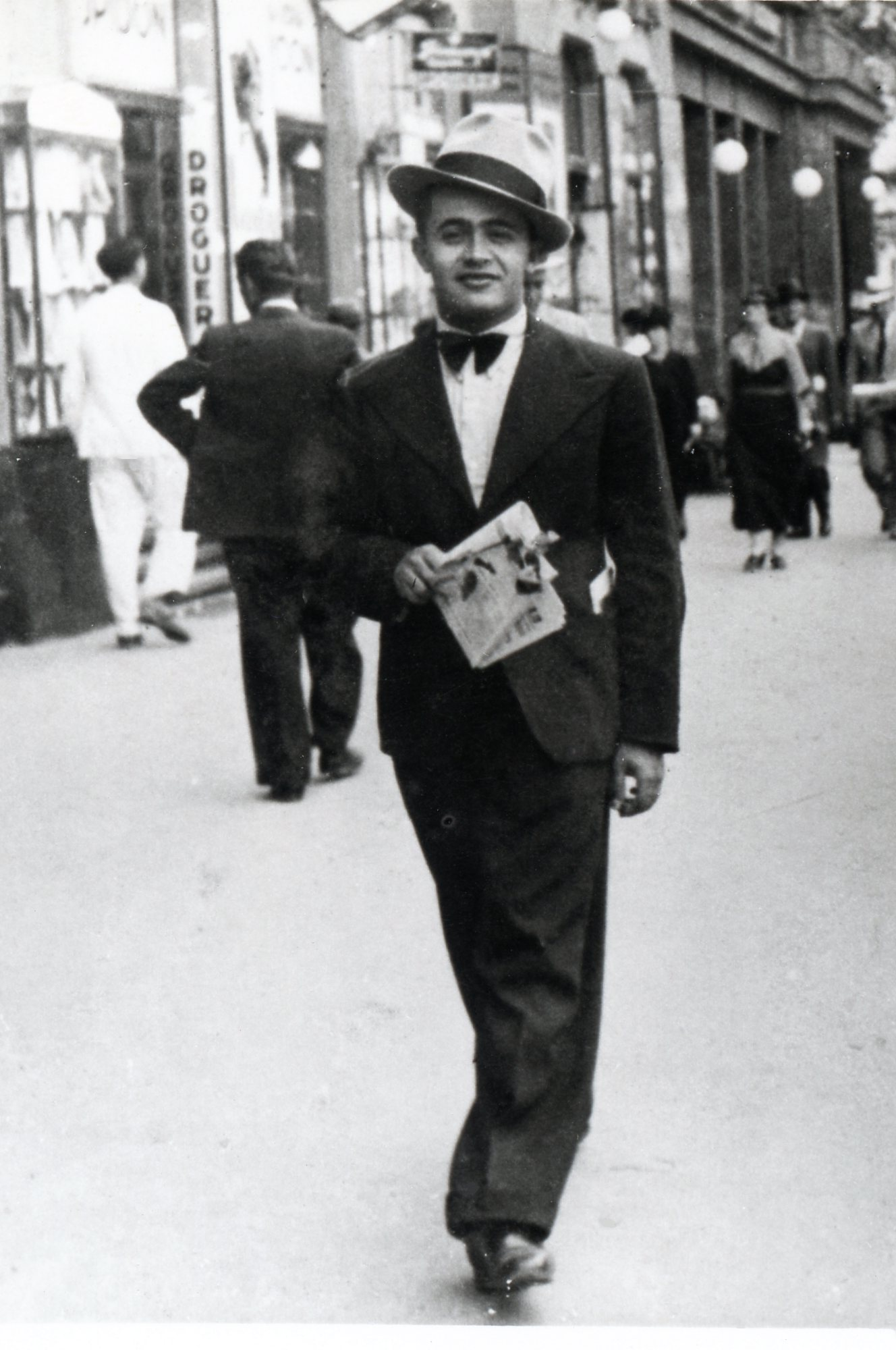

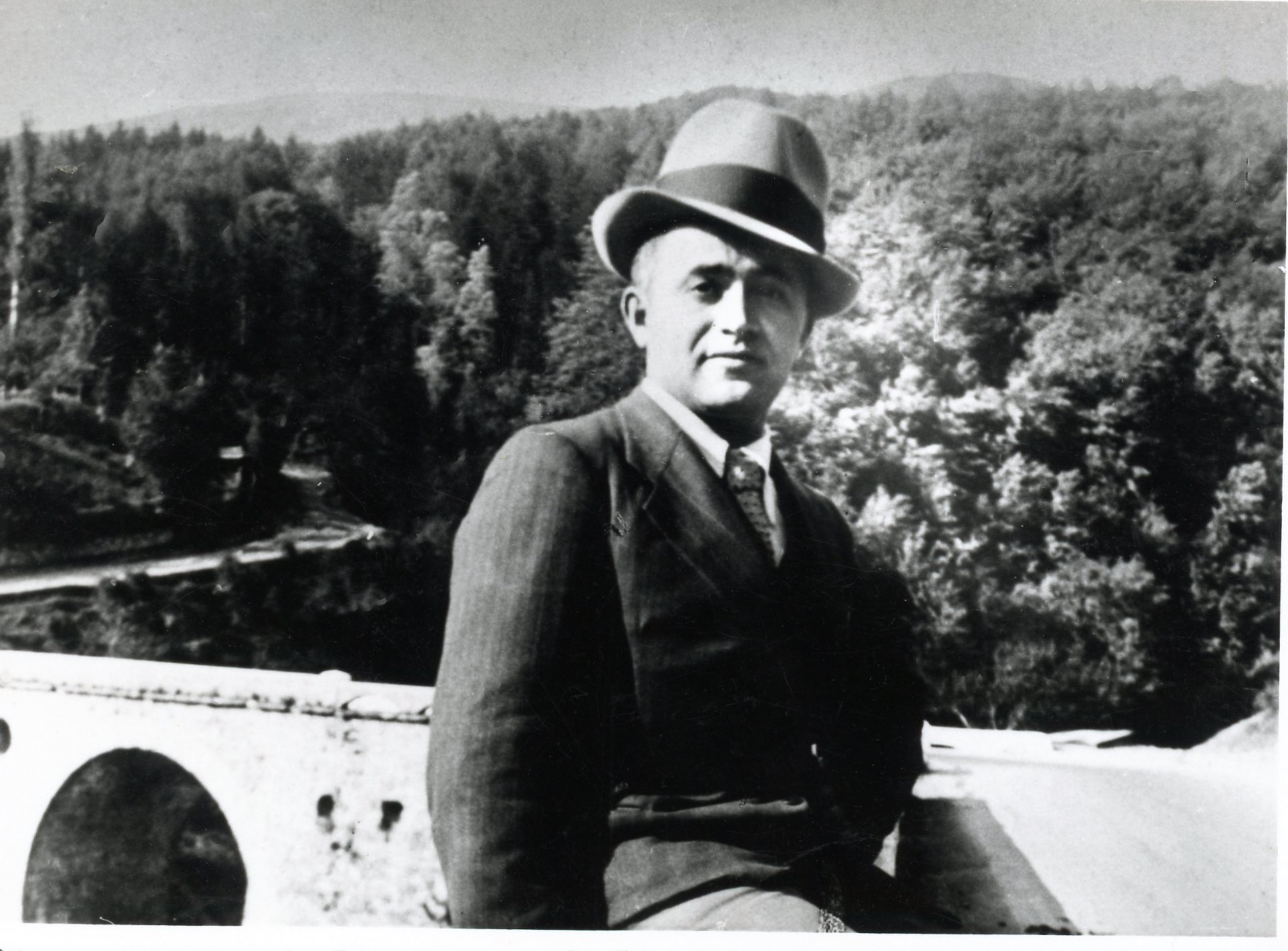

Simion Stolnicu (numele real Alexandru Botez, n. 6 noiembrie 1905, Comarnic, județul Prahova - d. 29 noiembrie 1966) a fost un poet român, considerat de critica literară ca situându-se în descendența liricii lui Ion Barbu.
Alexandru Botez a absolvit Facultatea de Litere din București și a devenit membru al Cenaclului Sburătorul. Aici, Eugen Lovinescu i-a schimbat numele cu pseudonimul literar Simion Stolnicu, sub care a publicat în continuare.
După părerea lui George Călinescu, poezia lui Simion Stolnicu este caracterizată printr-o gramatică dificilă și un limbaj în care precumpănește un delir neologistic.
În lucrarea sa Istoria literaturii române contemporane, 1900 - 1937 (Editura Socec, 1937) la pagina 172, Eugen Lovinescu caracterizează astfel opera lui Simion Stolnicu: "evoluția poetului... s-a înscris în sensul stridenței, al împerecherii de cuvinte disparate, dislocate, rare, adesea inestetice, de imagini (...) fără aderență, într-o versificație lipsită de fluiditate, dură. de car neuns ; ca fond (...): un ermetism căutat și neîndreptățit".
Iată cum caracterizează Șerban Foarță poezia lui Simion Stolnicu: În interbelic (cum se zice astăzi), pe lângă un Ion Barbu, mai sunt și alți poeți dificultoși, ca Simion Stolnicu sau ca Emil Gulian, ce au practicat, și ei, sintaxa asta, contorsionată, dislocată, "ruptă", abruptă ca un tobogan; ... 
Referindu-se la cartea de memorialistică Printre scriitori și artiști, George Pruteanu scria: Nu lipsită de unele calități, mai cu seamă în ordinea analizei artizanale a mecanismelor unui univers poetic (...) scrierea cu pricina coboară mult, mult sub zona de mijloc, afundîndu-se, cu glodoase plescăituri, până în sordidele catacombe ale mizeriei spirituale.
În volumul JURNAL (1984-1989) de Constantin Mateescu, Editura Silviu Popescu, apărut la Râmnicu Vâlcea, regăsim următoarea adnotare: Citesc memoriile lui Simion Stolnicu. Rău scrise dar interesante. Diatribă a lui E. Simion în „România literară” împotriva memorialistului de circumstanță.
În perioada 6-26 noiembrie 2005, la Comarnic s-a organizat o Suită de manifestări dedicate poetului Simion Stolnicu cu prilejul împlinirii a 100 de ani de la naștere.

## Scrieri
- Punct vernal, 1933
- Pod eleat, 1935
- Șerpuiri între lut și torțele de aur, cuvânt înainte de Vladimir Streinu; ediție îngrijită, prefață și fișă biobibliografică de Simion Bărbulescu, Editura Minerva, București 1973 [7]
- Șerpuiri între lut și torțele de aur: Poezii postume, 1938-1966, Editura Eminescu, 1998 ; ISBN-10: 9732206764 ; ISBN-13: 978-9732206768
- Printre scriitori și artiști (memorialistică), ediție și prefață de Simion Bărbulescu, Editura Minerva, 1988

## Premii
În anul 1934 Societatea Scriitorilor Români i-a acordat lui Simion Stolnicu, din fondurile sale proprii, din fondurile Ministerului Artelor și din donațiile speciale pe care le-a primit, Premiul pentru poezie pentru volumul Punct vernal.

## Lucrări de referință
- Simion Bărbulescu – Simion Stolnicu sau despre “Tentația Efemerului” [9], Editura Premir, Ploiești,[10] 2002 [11] (o monografie despre Simion Stolnicu).